# Aibetsu, Hokkaidō
Aibetsu (愛別町 Aibetsu-chō) là thị trấn thuộc huyện Kamikawa, phó tỉnh Kamikawa, Hokkaidō, Nhật Bản. Tính đến ngày 1 tháng 10 năm 2020, dân số ước tính thị trấn là 2.605 người và mật độ dân số là 10 người/km2. Tổng diện tích thị trấn là 250,13 km2.